# Max Liboiron
Max Liboiron est un scientifique et artiste autochtone michif vivant au Canada. Il est un spécialiste des études environnementales et de la pollution par les plastiques,.

## Carrière
Après un master en arts à l'Université de New York à Stony Brook, Liboiron s'engage dans un doctorat en études culturelles sur la pollution, dont le mémoire de thèse est défendu en 2012, également à l'Université de New York.
Après avoir occupé différentes positions post-doctorales aux États-Unis et avoir reçu le poste Assistant Professor en Sociologie à l'Université Memorial de Terre-Neuve-et-Labrador, Liboiron fonde et dirige le Civic Laboratory for Environmental Action Research (CLEAR), un laboratoire interdisciplinaire d'enquêtes sur la pollution par les plastiques. Liboiron a été rédacteur en chef de la revue en ligne Discard Studies pendant près d'une décennie, une revue qui publie des recherches sur les déchets industriels et leurs implications sociales, politiques, culturelles et économiques.
De 2018 à 2020, Liboiron a été Associate Vice-President à la recherche autochtone de l'Université Memorial. Depuis 2020, toujours dans la même université, Liboiron est Assistant Professor de Géographie, avec des nominations croisées dans les départements de sociologie, de sciences de l'environnement et à l'Institut des pêches et de la mer.

## Travaux

### Méthodes de recherche anticoloniales
Liboiron et son laboratoire ont créé plusieurs méthodes de recherche visant à apporter humilité, responsabilité et ce qu'ils appellent des « bonnes relations territoriales » dans la recherche, en particulier dans les sciences de l'environnement. Il s'agit notamment de :
- la mise en place de procédures d'«examen communautaire par les pairs», dans le cadre desquelles les personnes touchées par la recherche participent au processus d'examen pour valider et publier la recherche[8] ;
- de pratiques de restitution des échantillons biologiques à la terre dont ils proviennent[9] ;
- de politiques universitaires exigeant le consentement des groupes autochtones pour entreprendre des recherches sur leurs terres et leurs communautés[10] ;
- et de mises en place de  contrats juridiques garantissant la souveraineté des données autochtones dans lequel les groupes autochtones possèdent et contrôlent la manière dont les données sur leurs terres, leurs peuples et leur culture sont utilisées[10].

### Équité dans le milieu universitaire
Liboiron fait partie du mouvement Global Open Science Hardware (GOSH), qui soutient que les coûts élevés des équipements et les restrictions en matière de propriété intellectuelle étouffent le progrès scientifique.
Liboiron milite également pour des pratiques d'équité dans les processus scientifiques. Un exemple de la pratique d'équité de Liboiron est de décider de l'ordre des auteurs par consensus, de valoriser le travail de soins et d'autres formes de travail qui sont généralement laissés à l'écart des systèmes de valeurs scientifiques, et la prise en compte du statut social intersectionnel,. D'autres exemples incluent l'utilisation d'une facilitation anti-oppressive pour organiser des réunions de laboratoire et la prise de décision fondée sur le consensus au sein du laboratoire.

### BabyLegs
Liboiron et son équipe ont élaboré des outils pour contrôler la pollution plastique marine, notamment un appareil appelé BabyLegs. Le Cooper Hewitt, Smithsonian Design Museum, a présenté BabyLegs dans le cadre de sa triennale de conception Cooper Hewitt de mai 2019 à janvier 2020, qui a reconnu les designers « établissant des liens significatifs entre l'humanité et la Terre ».

### Pollution
Le premier livre de Liboiron, Pollution is Colonialism [de la pollution comme colonialisme], soutient que les politiques environnementales de nombreuses juridictions et la science dominante sur laquelle ces politiques sont fondées sont indissociable du colonialisme, défini comme accaparement et prise d'accès aux territoires. Liboiron pointe notamment la manière dont les politiques du «recyclage» et du «nettoyage» de l'environnement (souvent soutenues par les industries les plus polluantes) s'appuient sur une vision de certains territoires comme plus ou moins destinés à absorber des polluants: c'est la logique des seuils de pollution, qui justifient la pollution comme un mal forcément nécessaire. D'autre part, le travail de Liboiron discerne aussi dans la gouvernance de la pollution une logique éradicatrice ne bénéficiant généralement qu'aux pays industrialisés, le «nettoyage» des espaces protégés se faisant au prix de la pollution d'autres espaces, plus éloignés, où les polluants sont simplement déplacés hors de la vue des pays pollueurs.

## Publications
- Max Liboiron, Pollution Is Colonialism, Duke University Press, 23 avril 2021 (ISBN 978-1-4780-2144-5, présentation en ligne, lire en ligne)

## Voir également
- Écocide
- Dumping environnemental
- Justice environnementale
- Racisme environnemental
- Inégalités environnementales mondiales
- Droits de la nature

## Prix
- Next Generation Polar Researchers, Memorial University of Newfoundland 2015  [16]
- Prix Making and Doing 2015, Société pour les études sociales des sciences [17]
- Prix Inspiration Nature 2018 (catégorie adulte), Musée canadien de la nature [18]
- Titulaire du Cercle «La science pour le peuple» (2019-présent) [19]
- Chercheur invité émérite du corps professoral autochtone, Jackman Humanities Institute, Université de Toronto (2020-2021) [20]